# Godumops caritus
Genre
Espèce
Godumops caritus, unique représentant du genre Godumops, est une espèce d'araignées aranéomorphes de la famille des Selenopidae.

## Distribution
Cette espèce est endémique de la province de Madang en Papouasie-Nouvelle-Guinée,.

## Description
Le mâle holotype mesure 4,48 mm.

## Publication originale
- Crews & Harvey, 2011 : The spider family Selenopidae (Arachnida, Araneae) in Australasia and the Oriental region. ZooKeys, vol. 99, p. 1-103 (texte intégral).